# Ponta de Montserrat
Ponta de Montserrat är en udde i Brasilien.   Den ligger i kommunen Salvador och delstaten Bahia, i den östra delen av landet, 1 100 km öster om huvudstaden Brasília.
Terrängen inåt land är platt. Havet är nära Ponta de Montserrat västerut. Runt Ponta de Montserrat är det mycket tätbefolkat, med 3 623 invånare per kvadratkilometer.. Närmaste större samhälle är Salvador, 4,7 km söder om Ponta de Montserrat. 
Runt Ponta de Montserrat är det i huvudsak tätbebyggt.